# Тальжино (посёлок при станции)
Тальжино — посёлок при станции в Новокузнецком районе Кемеровской области. Входит в состав Центрального сельского поселения.
Образован толстовцами переселившимися из Абашево, после начала строительства там шахт.

## География
Центральная часть населённого пункта расположена на высоте 214 метров над уровнем моря.

## Население
По данным Всероссийской переписи населения 2010 года, в посёлке при станции Тальжино проживает 1532 человека (740 мужчин, 792 женщины).

## Экономика
На территории поселка работают
- Новокузнецкое дорожно-строительное управление[6]
- ООО КАМСС[7]
- ООО Регион 42, ООО "Сиб-Трейд"